# Kaolinka (přírodní památka)
Kaolinka je přírodní památka severovýchodně od Přímětic na okraji Znojma v Jihomoravském kraji. Tvoří ji zatopená jáma po těžbě kaolinu s výskytem vzácných druhů rostlin (kruštík bahenní, přeslička různobarvá) a živočichů.

## Historie
Přírodní památka Kaolinka vznikla zatopením těžební jámy na kaolin, který se využíval pro výrobu sanitární keramiky. Těžba na lokalitě začala po roce 1953 a byla ukončena v sedmdesátých letech dvacátého století. Od té doby na ní probíhá samovolná sukcese. V roce 2006 předložila společnost Sedlecký kaolin záměr obnovit těžbu v místech, která navazují na jihozápadní hranici chráněného území, k němuž odbor životního prostředí Krajského úřadu Jihomoravského kraje vydal souhlasné stanovisko.
Chráněné území vyhlásil Krajský úřad Jihomoravského kraje v kategorii přírodní památka s účinností od 1. února 2014.

## Přírodní poměry
Přírodní památka s rozlohou 5,05 hektaru leží v katastrálním území Přímětice v okrese Znojmo. Nachází se v Jevišovické pahorkatině v nadmořské výšce 310–320 metrů. Území se překrývá se stejnojmennou evropsky významnou lokalitou.

### Abiotické poměry
Geologické podloží Kaolinky tvoří zbřidličnatělá biotitická žula, jejíž různě mocné svrchní vrstvy jsou přeměněné na kaolin. Většina přírodní památky vznikla zatopením těžební jámy, ale okrajové části chráněného území jsou překryté kvartérním nadložím tvořeným jílovitými splachy, spraší a sprašovými hlínami.
V geomorfologickém členění Česka přírodní památka leží v Jevišovické pahorkatině, konkrétně v jejím podcelku Znojemská pahorkatina a okrsku Únanovská sníženina. Jámu od okolních pozemků oddělují strmé svahy. Rozloha jezera je asi 2,3 hektaru a hladina vody na severu přechází v rovinatou plochu s menší tůní. Výška hladiny vody v nádržích závisí na množství srážek a odparu. Menší tůň v suchých letech vysychala, a naopak ve vlhkých docházelo k jejímu propojení s větším jezerem. Roku 2021 proto byla menší tůň prohloubena a vytěžený materiál posloužil ke zvýšení hrázky, která obě vodní plochy odděluje.
V rámci Quittovy klasifikace podnebí se přírodní památka nachází v mírně teplé oblasti MT11, pro niž jsou typické průměrné teploty −2 až −3 °C v lednu a 16–17 °C v červenci. Roční úhrn srážek dosahuje 600–750 milimetrů, počet letních dnů je 40–50 a počet mrazových dnů se pohybuje mezi 110 a 130.

### Flóra a fauna
Přírodní památka byla vyhlášena kvůli druhové ochraně kruštíku bahenního (Epipactis palustris) a přesličky různobarvé (Equisetum variegatum), u kterých je cílem ochrany zachování životaschopné populace. Předmětem ochrany je také čolek dravý (Triturus carnifex), jehož výskyt nebyl v roce 2007 a později zaznamenán. Pokud se v Kaolince vyskytuje, pak jen v množství, které nepředstavuje životaschopnou populaci. Příčinou je malá úživnost dna nádrže a přítomnost velké rybí osádky ve větší vodní nádrži, která významně omezuje výskyt obojživelníků. V jejím důsledku se na lokalitě zmenšila i dříve velká populace čolka obecného (Lissotriton vulgaris).
Z dalších obojživelníků byli v počtu jednotek až desítek kusů zaznamenáni kuňka obecná (Bombina bombina), ropucha obecná (Bufo bufo), ropucha zelená (Bufotes viridis), rosnička zelená (Hyla arborea), skokan krátkonohý (Pelophylax lessonae), skokan skřehotavý (Pelophylax ridibundus), skokan štíhlý (Rana dalmatina) a skokan zelený (Pelophylax esculentus).
V jezeře roste stolístek klasnatý (Myriophyllum spicatum) a podél břehů se vytváří úzký pás rákosin, v nichž převládá rákos obecný (Phragmites australis) a orobinec úzkolistý (Typha angustifolia). Rákos s orobincem zarůstají i menší tůň, kde jsou doplněny skřípincem jezerním (Schoenoplectus lacustris). Ze silně ohrožených druhů rostlin byly v roce 2021 nalezeny desítky jedinců ostřice žitné (Carex secalina).
Velká nádrž slouží ke sportovnímu rybolovu a rybí osádka bývá příležitostně doplňována. Loven bývá zejména kapr obecný (Cyprinus carpio), štika obecná (Esox lucius) a candát (Sander). Z ryb byly náhodně odchyceni perlín ostrobřichý (Scardinius erythrophthalmus), plotice obecná(Rutilus rutilus) a okoun říční (Perca fluviatilis). Vyskytuje se  zde také jelec tloušť (Squalius cephalus), jelec jesen (Leuciscus idus), amur bílý (Ctenopharyngodon idella), cejn velký (Abramis brama) a další druhy ryb. V menší tůni byli roku 2007 zaznamenány štika obecná, perlín ostrobřichý, okoun říční, plotice obecná a karas stříbřitý (Carassius gibelio).
Velká rybí osádka kromě obojživelníků omezuje také výskyt bezobratlých živočichů na druhy, které dokáží čelit predačnímu tlaku ryb. Na dně žije splešťule blátivá (Nepa cinerea) a na březích se vyskytují kriticky ohrožené druhy brouků Pelochares versicolor, Georissus crenulatus a Sphaerius acaroides. Na suchých místech bez vegetace se vyskytuje zranitelný svižník německý (Cylindera germanica).
Z ptáků v rákosinách hnízdí rákosník velký (Acrocephalus arundinaceus) a přilehlé keřové vrbiny využívá ke stavbě hnízd bukáček malý (Ixobrychus minutus).